# حديقة كابيتول ريف الوطنية
حديقة كابيتول ريف الوطنية (بالإنجليزية: Capitol Reef National Park) هي حديقة وطنية أمريكية تقع في جنوب وسط ولاية يوتا. يبلغ طول المنتزه حوالي 60 ميلاً (97 كم) على محوره الشمالي - الجنوبي، ويبلغ عرضه 6 أميال (9.7 كم). تم إنشاء الحديقة في عام 1971  للحفاظ على 241,904 فدانًا (377.98 ميل مربع؛ 97,895.08 هكتار؛ 978.95 كم2) من المناظر الطبيعية الصحراوية وهي مفتوحة سنويا للزوار من شهر مايو حتى سبتمبر.

## الجغرافيا
تشتمل حديقة كابيتول ريف على طية الجيب المائي، وهي عبارة عن التواء في قشرة الأرض الداخلية يبلغ عمره 65 مليون سنة. والذي بعتبر أكبر خط أحادي الشكل مكشوف في أمريكا الشمالية. في هذا الخط يتم طي طبقات الأرض الأحدث والأقدم فوق بعضها البعض في شكل حرف S. هذا الالتواء الذي ربما يكون ناتجًا عن اصطدام الصفائح القارية نفسه الذي ساهم في ظهور جبال روكي، والتي تآكلت على مدى آلاف السنين لكشف طبقات الصخور والحفريات الداخلية. الحديقة مليئة بمنحدرات الحجر الرملي المميزة بألوانها الخلابة، والقباب البيضاء اللامعة، والطبقات المختلفة من الصخور.
سميت المنطقة بخط القمم البيضاء ومنحدرات حجر نافاجو الرملي، كل منها يشبه إلى حد ما مبنى الكابيتول بالولايات المتحدة، حيث يمتد الخط من نهر فريمونت إلى بليزانت كريك على ووتر بوكيت فولد.
تشكل الطية حاجزًا من الشمال إلى الجنوب تم اختراقه بواسطة طريق وطنية. وقد وصف المستوطنون الأوائل التلال الصعبة على أنها «شعاب مرجانية»، والتي حصلت الحديقة منها على النصف الثاني من اسمها. تم إنشاء أول طريق ممهد عبر المنطقة في عام 1962. حيث يقطع طريق ولاية يوتا رقم 24 المتنزه متجهاً شرقًا وغربًا بين متنزه كانيونلاندز الوطني ومتنزه برايس كانيون الوطني، ويعتبر من الطرق القليلة التي تمر عبر حدائق وطنية متعددة.
الحديقة مليئة بالأودية والمنحدرات والأبراج والقباب والأقواس. ويقطع نهر فريمونت الأخاديد عبر أجزاء من طية الجيب المائي، لكن معظم المنتزه عبارة صحراء. يمكن للسائقين رؤية المناظر الخلابة وبعض المعالم البارزة أثناء المرور بالمنتزه، لكنه يمتد على لمسافة قليلة من الطريق السريع الرئيسي. تؤدي مئات الأميال من الممرات والطرق غير المعبدة إلى منطقة باككونتري ذات المناظر الخلابة.

## روابط اخرجية
- الموقع الرسمي لإدارة المتنزهات الوطنية